# Cruiser Mk VIII Challenger
O Cruiser Mk VIII Challenger foi um "tanque cruzador" fabricado pela Birmingham Carriage & Wagon Company que também produzia comboios no Reino Unido.